# پلوتون کویپر اکسپرس
پلوتون کویپر اکسپرس (انگلیسی: Pluto Kuiper Express) یک کاوشگر فضایی بین سیاره‌ای بود که توسط دانشمندان و مهندسان آزمایشگاه پیش‌رانش جت (JPL) پیشنهاد شد و توسط ناسا در دست توسعه بود. این فضاپیما قرار بود برای مطالعهٔ پلوتون و قمر آن کارون، همراه با یک یا چند جرم دیگر کمربند کویپر (KBOs) به فضا پرتاب شود. این پیشنهاد پس از «پلوتون ۳۵۰» و پیشنهادی برای «ارسال فضاپیمای مارینر مارک II» به پلوتون، سومین پیشنهاد در نوع خود بود.
این مأموریت که در ابتدا به عنوان پرواز سریع پلوتون تصور شد، و بعداً به‌طور خلاصه پلوتون اکسپرس نام گرفت، از یک تمبر خدمات پستی ایالات متحده در سال ۱۹۹۱ الهام گرفته شد که پلوتون را با نام «هنوز کاوش نشده» نامگذاری کرد. این پروژه مهندسان و دانشجویان JPL را از مؤسسه فناوری کالیفرنیا و بعداً آلن استرن و سایر دانشمندان پروژه پلوتون ۳۵۰ را به همراه داشت. در حالی که این پروژه در سال ۱۹۹۲ آغاز شد، مرحله توسعه پروژه طولانی بود و نزدیک به یک دهه در مرحلهٔ پیشنهاد و بودجه برای آن صرف شد. در طول برنامه‌ریزی، این مأموریت تغییر کرد تا یک شیء در کمربند کویپر در حال پرواز باشد و پس از کشف تعداد زیادی از این اجرام فراتر از نپتون در اواسط تا اواخر دههٔ ۱۹۹۰، دوباره به پلوتو کویپر اکسپرس نامگذاری شد. ناسا در نهایت تصمیم به لغو این مأموریت در سال ۲۰۰۰ گرفت، با این حال، بودجه در حال گسترش پروژه را دلیل نهایی لغو اعلام کرد.
در لغو این مأموریت، اکثر تیم پرواز سریع پلوتو، از جمله استرن، به توسعه نیوهورایزنز، مأموریتی تقریباً مشابه با پلوتو کویپر اکسپرس، برای برنامه مرزهای جدید ناسا ادامه دادند. این فضاپیما در ژانویهٔ ۲۰۰۶، پس از یک بن‌بست مالی با ناسا و تاخیرهای بیشتر، با موفقیت به فضا پرتاب شد و در ژوئیه ۲۰۱۵ اولین پرواز سیستم پلوتو-چارون را انجام داد.